# Encephalartos brevifoliolatus
Encephalartos brevifoliolatus é um cicadófita no género africano Encephalartos. Ele está extinto na natureza. Esta escarpa é uma planta africana que foi encontrada em campos da África do Sul em plena savana Protea. Estas plantas crescem em grandes falésias.